# Armand Fernandez
Armand Pierre Fernandez (født 17. november 1928, død 22. oktober 2005), bedre kendt under kunstnernavnet Arman, var en fransk-født, amerikansk kunstner. en Han associeres ofte med en nyrealisme bevægelse, nouveau réalisme, der opstod i 1960'erne som en fransk respondering til pop art.

## Biografi

### Barndom og opvækst
Armando var søn af Marie Jacquet og Antonio Fernandez og boede i sine første leve år hos moderen, som ikke giftede sig med Antonio Fernandez før armando var 5 år. I sin barndom måtte Armando ofte underholde sig selv med sin fantasifulde og innovative personlighed. Som 8-årig lærte han skak og opnåede på den måde en interesse for spil og strategi, som forblev under hele hans liv.

### Karriere
Det siges at være Antonio Fernandez som lagde grundlag til Armandos karrierer, eftersom Antonio havde en forkærlighed for kunst og desuden lærte han også sin søn at male fra en tidlig alder.
Armando startede på kunstskolen Ecole Nationale d'Art Decoratif, beliggende i Nice, men droppede så også hurtigt ud af skolen igen.
1955
- Første solo-udstilling i Paris af Galerie du Haut-Pavé

1961
- Begyndte serien Colères, en destruktion af genstande, bl.a en violin, et klaver og en bas, som blev svejset sammen igen til en skulptur på en piedestal eller vægbeslag.

## Referenceliste
1. ↑  Arman biography
2. 1 2 3  Arman Sculptures+, Bio, Ideas | TheArtStory
3. ↑  Biography - Official Website of ARMAN